# Falle schieben
Falle schieben bedeutet in der Prostitution, dass einem Freier der Geschlechtsverkehr durch die Prostituierte lediglich vorgetäuscht wird, es kommt zu keiner Penetration.
Das männliche Glied wird geschickt an der Vagina oder am Anus vorbeigeführt und nur zwischen den Schenkeln in die mit Gleitmittel behandelte Hand bzw. Pofalte der Prostituierten bewegt. Es ähnelt dem Schenkelverkehr. In neuerer Zeit gelingt dies Prostituierten nicht mehr ganz so leicht, da bei Männern anatomische Kenntnisse über die weiblichen Geschlechtsorgane verbreiteter sind als früher. Eine ähnliche Praktik kann auch beim vermeintlichen Oralverkehr angewandt werden.
Im Rotwelsch bedeutete „Falle schieben“ auch, jemandem durch gespielt wohlwollendes Zureden ein Geständnis zu entlocken. Als Synonym gibt es die Formulierung „auf den Schmuss nehmen“.